# Villeneuve-sous-Pymont
Villeneuve-Sous-Pymont ist eine französische Gemeinde im Département Jura in der Region Bourgogne-Franche-Comté. Sie gehört zum Arrondissement Lons-le-Saunier und zum Kanton Lons-le-Saunier-1 und ist Mitglied des Gemeindeverbandes Espace Communautaire Lons Agglomération.

## Geographie
Die Gemeinde liegt im Französischen Jura. Sie grenzt im Norden an L’Étoile, im Nordosten an Le Pin, im Osten an Chille, im Süden an Lons-le-Saunier und im Westen an Montmorot.

## Bevölkerungsentwicklung
| Jahr                       | 1962 | 1968 | 1975 | 1982 | 1990 | 1999 | 2008 | 2017 |
| -------------------------- | ---- | ---- | ---- | ---- | ---- | ---- | ---- | ---- |
| Einwohner                  | 119  | 124  | 161  | 234  | 221  | 217  | 262  | 291  |
| Quellen: Cassini und INSEE |      |      |      |      |      |      |      |      |

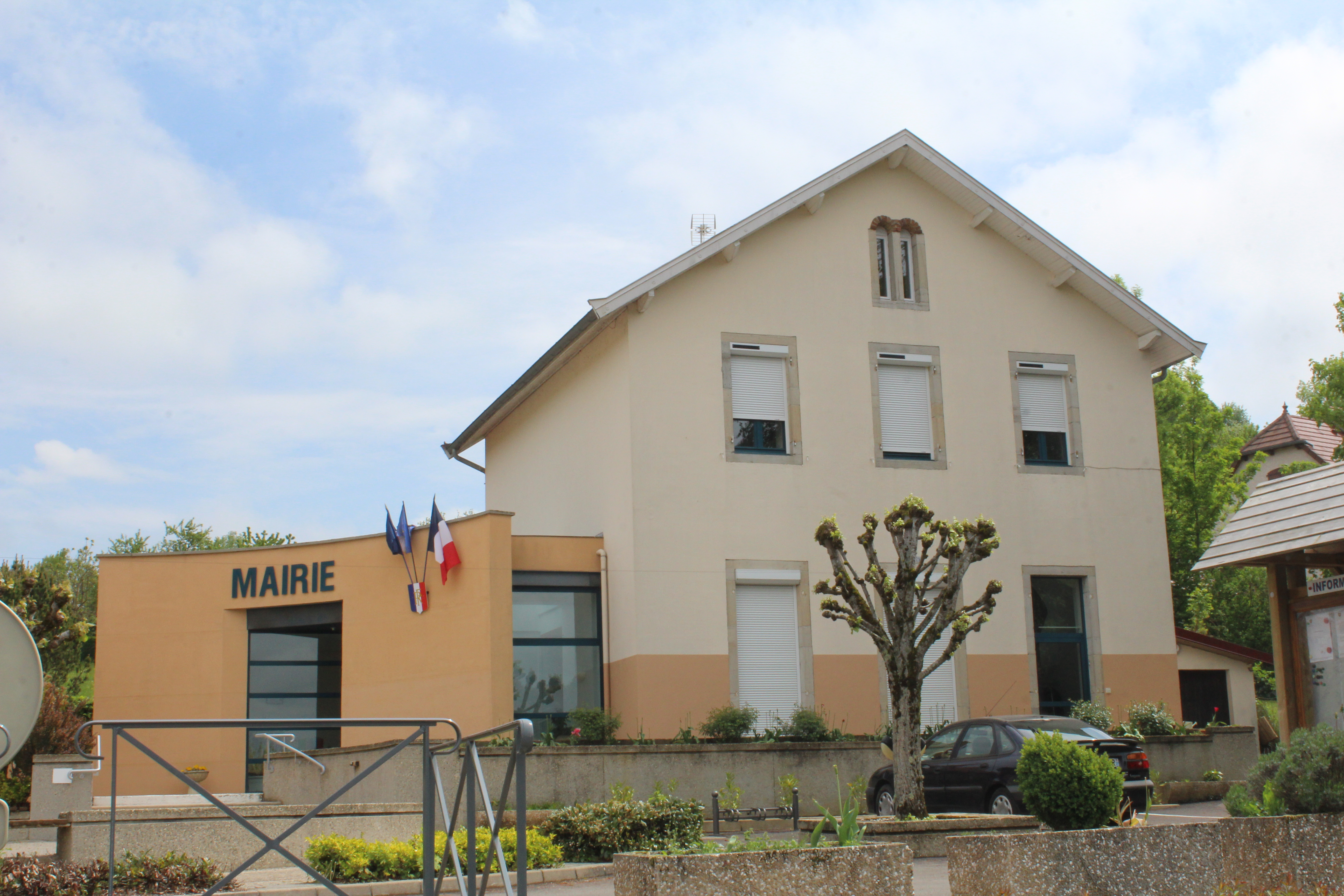
Mairie Villeneuve-sous-Pymont
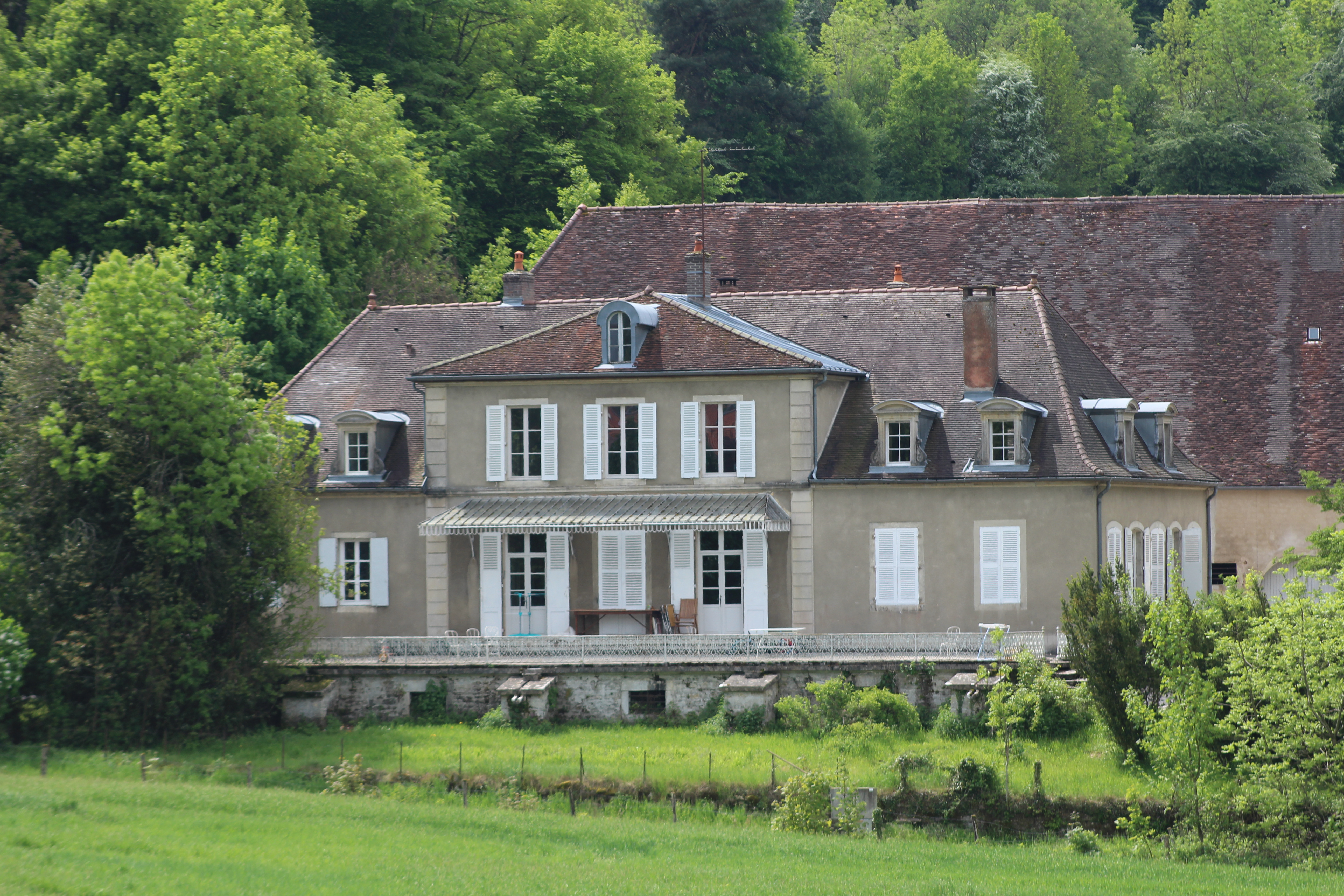
Schloss Villeneuve-sous-Pymont